# رينبو ستوديوز
رينبو ستوديوز (بالإنجليزية: Rainbow Studios)‏، هي شركة أمريكية لإنتاج وتطوير ألعاب الفيديو، تأسست سنة 1986، وتقع مقرها في فينيكس بولاية أريزونا الأمريكية، تم حلها عام 2011، وأعيد تأسيسها سنة 2013.